# Francisco Barrera
Pour les articles homonymes, voir Barrera.
Francisco Barrera, né en 1595 à Madrid ville où il est mort le 4 octobre 1658, est un peintre baroque du siècle d'or espagnol.
Il doit sa renommée à ses bodegones, natures mortes et scènes de genre typiques de l'Espagne du XVIIe siècle.

## Biographie

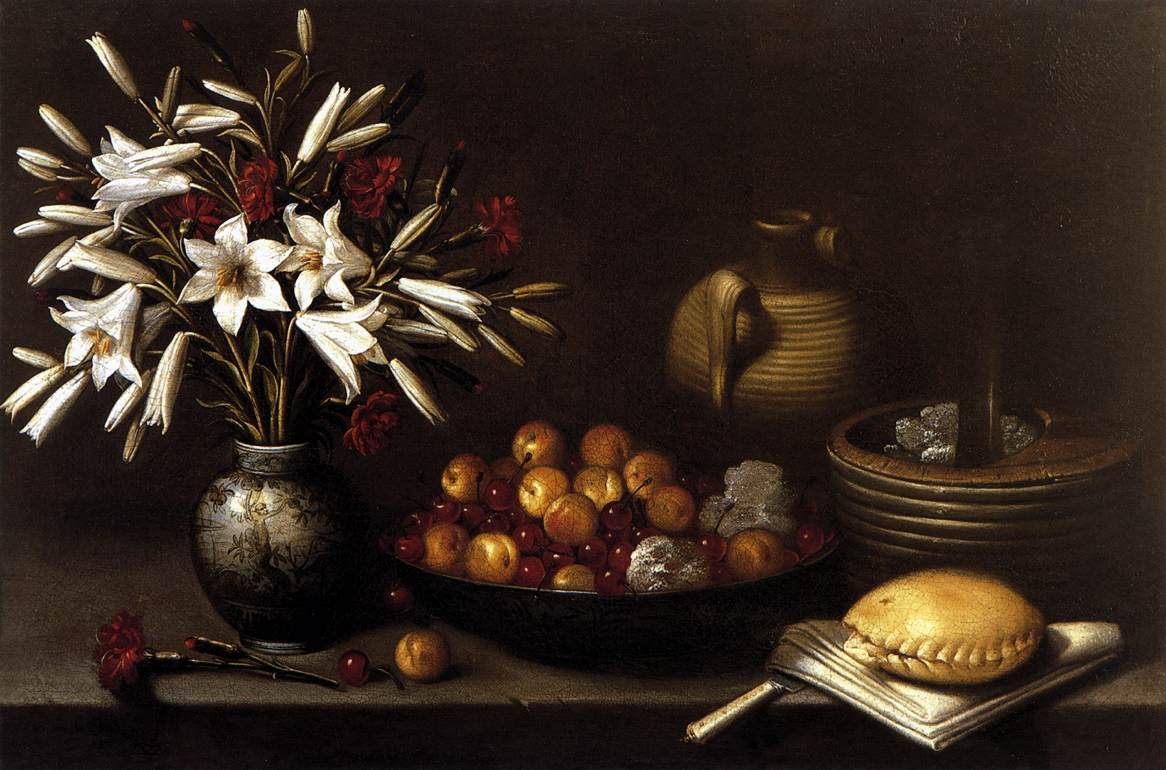
Nature morte, Francisco Barrera.

Si, de son vivant, Francisco Barrera est un peintre célèbre et au succès indéniable, au vu du nombre de ses tableaux vendus, son œuvre, aujourd'hui confrontée à celle de ses contemporains, tels Diego Vélasquez, Francisco de Zurbarán, Alonzo Cano, Vicente Carducho, Juan van der Hamen, est reléguée au second plan. 
Il est également très connu dans le milieu artistique pour avoir gagné un procès contre les finances royales, en 1640; il refuse de payer à ces dernières une taxe de 1 % dont les peintres, au même titre que les artisans, sont assujettis sur leurs ventes. Il est le peintre le plus taxé pour l'exercice de l'année 1637, avec une somme due de 800 réaux, quand Vélasquez et Carducho en doivent chacun 400. Au cours du procès, il convainc les juges que le travail de l'artiste peintre est intellectuel et doit être, comme celui des auteurs, exempté de cette taxe. 
Francisco Barrera a abordé différents thèmes picturaux comme les sujets religieux, les portraits mais ses œuvres connues et qui nous sont parvenues sont exclusivement des bodegones, majoritairement consacrés aux mois et aux saisons, avec la traditionnelle représentation de fruits, fleurs, légumes, viandes, poissons. Cette production de Barrera est fortement influencée par son compatriote Juan van der Hamen, notamment pour l'ordonnancement de la composition, pour l'harmonieux clair-obscur naturaliste, dans une facture cependant plus grossière. 
L'une de ses principales œuvres est la série de quatre tableaux relative aux quatre stations, peinte en 1638 et exposée au musée des beaux-arts de Séville. La structure est semblable pour chacun des quatre tableaux, avec un personnage, les produits, étagés sur deux ou trois niveaux, et un paysage, propres à la saison. 
Ainsi, le printemps est représenté par la déesse Flore et un abondant étalage de victuailles composé de canards, de tourterelles, d'un agneau, d'un congre, d'un saumon, de lamproies, de harengs, de fèves, de poireaux, d'un chou-fleur, de cerises, de pommes, d'un fromage blanc, etc. Le Palacio del Buen Retiro, où Francisco Barrera a travaillé comme décorateur, est visible de la fenêtre.
Un garçon portant une gerbe de blé sur l'épaule symbolise l'été ; des activités estivales, comme le pique-nique, le bain dans une rivière, la récolte des champs sont incluses dans le fond du paysage en perspective. 
Le thème des vendanges est retenue par Barrera pour l'automne; au premier plan, un jeune homme cueille des grains de raisin et des vendangeurs en pleine action sont visibles dans le paysage.
Un homme, d'apparence âgée, se réchauffant les mains et un arbre enneigé visible de la fenêtre représentent l'hiver. Au premier plan, un porc éventré est suspendu à un crochet. Les autres produits présentés sont, entre autres, poulet, dinde, choux, carottes, gâteaux secs, oranges et, parmi les objets, un chaudron pour la cuisson des confitures.

## Œuvres
- Las cuatro estaciones, une série de quatre tableaux : La primavera, El verano, El otoño et El invierno, Séville, Musée des beaux-arts
- Naturaleza muerta con un cesto lleno de uvas, Florence, Galerie des Offices
- Mes de Febrero, Madrid, Colección Arango
- Mes de Abril, collection particulière
- Mes de Mayo, Bratislava, Slovenská národní galerie
- Mes de Julio, Prague, Středočeská galerie
- Naturaleza muerta de caza con escopeta, collection particulière
- Naturaleza muerta con copa Nautilus, collection particulière

## Galerie des quatre saisons

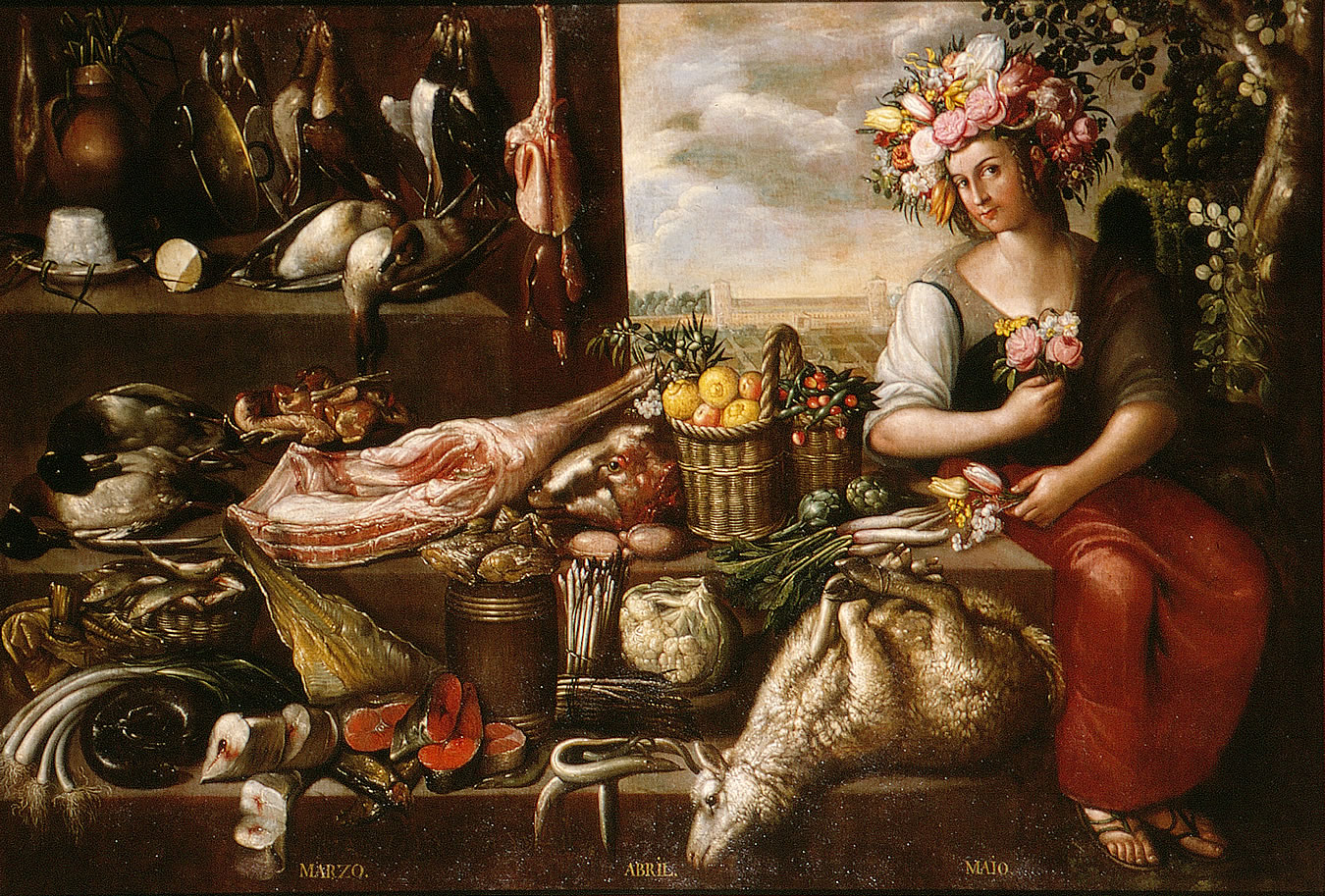
La primavera (Le Printemps)
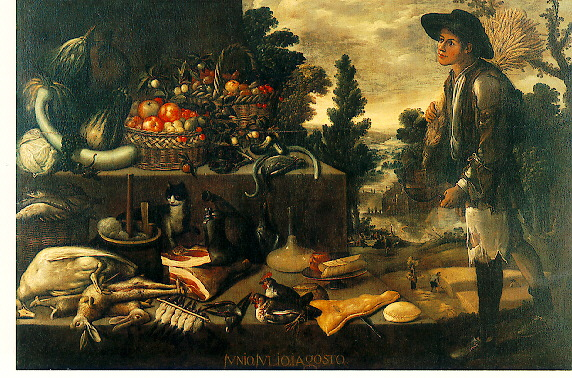
El verano (L'Été)
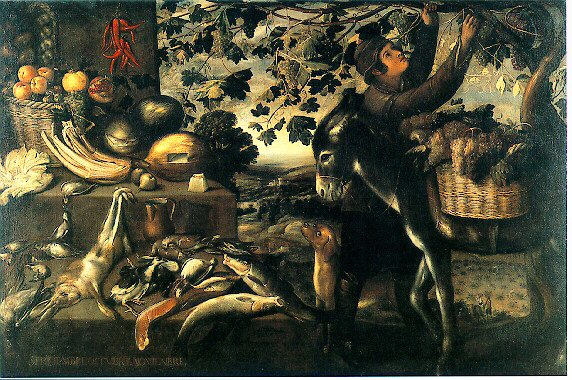
El otoño (L'Automne)
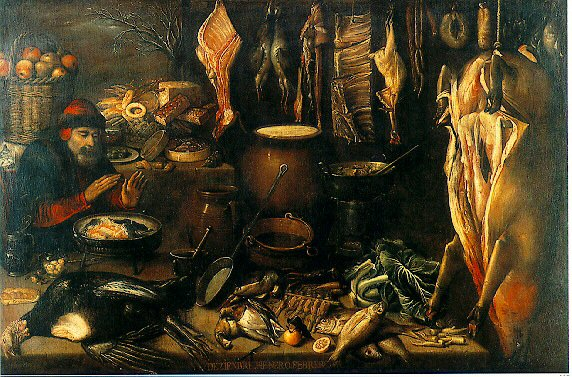
El invierno (L'Hiver)

### Biographie
- (es) Arsenio Moreno Mendoza : Museo de Bellas Artes de Sevilla, Séville : Gever, 1991, tome II  (ISBN 84-7566-027-4)